# Jake Kilrain
Jake Kilrain (* 9. Februar 1859 in Greenpoint, Brooklyn, USA als John Joseph Killian; † 22. Dezember 1937 in Quincy, Massachusetts, USA) war ein US-amerikanischer Boxer im Schwergewicht.
Kilrain fand im Jahre 2012 Aufnahme in die International Boxing Hall of Fame.